# Deflores
Deflores é uma localidade pertencente à Freguesia de Benfeita, Município de Arganil, Distrito de Coimbra.

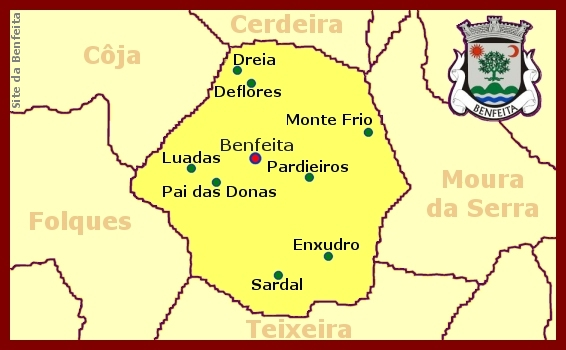
Localização de Deflores na freguesia de Benfeita

Esta é uma povoação muito antiga e a mais pequena da Freguesia da Benfeita, mas no entanto, em 1527, era a segunda maior povoação com 7 casas. Em 1911 foi aumentando e chegou a ter 16 casas e 55 pessoas. Infelizmente no ano de 1994 restavam 8 pessoas na aldeia.
Existe uma fonte que foi construída pelo povo onde junto a esta estão dois bancos, um de cada lado, para que as pessoas se possam sentar enquanto enchem as vasilhas de água.

## Património
- Capela de Santa Maria Madalena.

## Festividades
- Festa a 22 de Junho em honra de Santa Maria Madalena.